# We Can't Dance Tour
Tournées par Genesis
Invisible Touch Tour
(1986-1987) Calling All Stations Tour
(1997-1998)
 Le We Can't Dance Tour est la tournée réalisée par le groupe britannique Genesis consécutive à son quatorzième album, We Can't Dance.
La tournée est divisée en trois parties, une première en Amérique du Nord (31 concerts), une seconde en Europe (24 concerts) et une dernière au Royaume-Uni (16 concerts).

## Contexte
La tournée mondiale connait un véritable succès, enchaînant les stades et autres lieux de représentation à guichet fermés. Cette tournée est également la dernière de Genesis avec Phil Collins avant la réunion en 2007.
L'album est réédité sous forme de double disque SACD/DVD (avec des passages vidéo de la tournée) en octobre 2007.
Lors de l'enregistrement de We Can't Dance, un documentaire de 40 minutes intitulé No Admittance est produit et diffusé sur Disney Channel. Il a été matérialisé en DVD bonus, et est sorti en 2007.
Certains concerts de la tournée sont filmés en direct, et édités sur les albums The Way We Walk, Volume One: The Shorts, The Way We Walk, Volume Two: The Longs ainsi que sur le film tiré des concerts The Way We Walk - Live in Concert.

## Répertoire
Ce répertoire est une représentation globale des chansons qui sont jouées pendant la tournée. Certaines chansons ne sont pas toujours jouées (voir notes).
1. Land of Confusion
2. No Son of Mine
3. Driving the Last Spike (en)
4. Old Medley - Dance on a Volcano (en), The Lamb Lies Down On Broadway (en), The Musical Box, I Know What I Like (In Your Wardrobe) (avec quelques extraits de That's All, Illegal Alien, Misunderstanding (ou Your Own Special Way), Follow You Follow Me et Stagnation)
5. Throwing It All Away (joué jusqu'au 2 août, puis rejoué deux fois lors de la troisième et dernière partie de la tournée)
6. Fading Lights (en)
7. Jesus He Knows Me
8. The Carpet Crawlers (uniquement joué le 23 octobre)
9. Dreaming While You Sleep (uniquement joué du 8 mai au 25 juin et du 28 octobre au 15 novembre)
10. Home by the Sea / Second Home by the Sea
11. Hold on My Heart
12. Mama (joué jusqu'au 28 mai)
13. Domino (en)
14. Drum Duet
15. I Can't Dance

### Rappel
1. Tonight, Tonight, Tonight (trois premiers couplets et refrains)
2. Invisible Touch
3. Turn It On Again

### Chansons de répétition (non jouées en tournée)
1. Way of the World[1]
2. Living Forever[2]

## Dates de tournée
| Date                        | Ville                       | Pays                        | Lieu                               | Spectateurs                 | Recettes (en dollars)                   |
| Partie 1 - Amérique du Nord | Partie 1 - Amérique du Nord | Partie 1 - Amérique du Nord | Partie 1 - Amérique du Nord        | Partie 1 - Amérique du Nord | Partie 1 - Amérique du Nord             |
| --------------------------- | --------------------------- | --------------------------- | ---------------------------------- | --------------------------- | --------------------------------------- |
| 7 mai 1992                  | Irving                      | États-Unis                  | Texas Stadium                      | NC                          | NC                                      |
| 8 mai 1992                  | Irving                      | États-Unis                  | Texas Stadium                      | NC                          | NC                                      |
| 9 mai 1992                  | Houston                     | États-Unis                  | Astrodome                          | NC                          | NC                                      |
| 16 mai 1992                 | Miami Gardens               | États-Unis                  | Joe Robbie Stadium                 | 42 117/49 700               | 1 087 515                               |
| 17 mai 1992                 | Tampa                       | États-Unis                  | Tampa Stadium                      | N/A                         | N/A                                     |
| 19 mai 1992                 | Washington                  | États-Unis                  | Robert F. Kennedy Memorial Stadium | NC                          | NC                                      |
| 21 mai 1992                 | Indianapolis                | États-Unis                  | Hoosier Dome                       | NC                          | NC                                      |
| 22 mai 1992                 | Columbus                    | États-Unis                  | Ohio Stadium                       | 71 550/71 550               | 1 788 750                               |
| 24 mai 1992                 | Pontiac                     | États-Unis                  | Pontiac Silverdome                 | 36 169/45 000               | 904 225                                 |
| 25 mai 1992                 | Cleveland                   | États-Unis                  | Cleveland Stadium                  | 49 184/53 000               | 1 229 600                               |
| 26 mai 1992                 | Pittsburgh                  | États-Unis                  | Three Rivers Stadium               | 42 790/45 000               | 1 047 668                               |
| 28 mai 1992                 | Foxborough                  | États-Unis                  | Foxboro Stadium                    | 40 982/40 982               | 1 033 290                               |
| 29 mai 1992                 | Montréal                    | Canada                      | Stade olympique                    | 53 000/53 000               | 1 505 394                               |
| 31 mai 1992                 | Philadelphie                | États-Unis                  | Veterans Stadium                   | 97 774/97 774               | 1 518 080                               |
| 1er juin 1992               | Philadelphie                | États-Unis                  | Veterans Stadium                   | 97 774/97 774               | 1 518 080                               |
| 2 juin 1992                 | East Rutherford             | États-Unis                  | Giants Stadium                     | 97 311/108 000              | 2 396 000                               |
| 3 juin 1992                 | East Rutherford             | États-Unis                  | Giants Stadium                     | 97 311/108 000              | 2 396 000                               |
| 5 juin 1992                 | Syracuse                    | États-Unis                  | Carrier Dome                       | 63 636/76 704               | 1 483 106                               |
| 6 juin 1992                 | Toronto                     | Canada                      | SkyDome                            | 55 770/55 770               | 1 466 794                               |
| 7 juin 1992                 | Syracuse                    | États-Unis                  | Carrier Dome                       | —                           | —                                       |
| 9 juin 1992                 | Madison                     | États-Unis                  | Camp Randall Stadium               | 48 015/52 000               | 1 146 600                               |
| 10 juin 1992                | Minneapolis                 | États-Unis                  | Hubert H. Humphrey Metrodome       | NC                          | NC                                      |
| 12 juin 1992                | Edmonton                    | Canada                      | Commonwealth Stadium               | NC                          | NC                                      |
| 14 juin 1992                | Vancouver                   | Canada                      | BC Place Stadium                   | NC                          | NC                                      |
| 15 juin 1992                | Tacoma                      | États-Unis                  | Tacoma Dome                        | 17 601/22 835               | 484 028                                 |
| 18 juin 1992                | Los Angeles                 | États-Unis                  | Dodger Stadium                     | NC                          | NC                                      |
| 19 juin 1992                | Sacramento                  | États-Unis                  | Hornet Stadium                     | NC                          | NC                                      |
| 20 juin 1992                | Oakland                     | États-Unis                  | Oakland–Alameda County Coliseum    | 31 236/45 500               | 1 175 226                               |
| 23 juin 1992                | Ames                        | États-Unis                  | Cyclone Stadium                    | 32 090/37 500               | 802 250                                 |
| 24 juin 1992                | Tinley Park                 | États-Unis                  | World Music Theatre                | 47 692/56 000               | 1 312 022                               |
| 25 juin 1992                | Tinley Park                 | États-Unis                  | World Music Theatre                | 47 692/56 000               | 1 312 022                               |
| Partie 2 - Europe           |                             |                             |                                    |                             |                                         |
| 28 juin 1992                | Werchter                    | Belgique                    | Rock Werchter                      | NC                          | NC                                      |
| 30 juin 1992                | Lyon                        | France                      | Stade de Gerland                   | NC                          | NC                                      |
| 2 juillet 1992,             | Paris                       | France                      | Hippodrome de Vincennes            | NC                          | NC                                      |
| 3 juillet 1992              | Gelsenkirchen               | Allemagne                   | Parkstadion                        | NC                          | NC                                      |
| 4 juillet 1992              | Hockenheim                  | Allemagne                   | Hockenheimring                     | NC                          | NC                                      |
| 7 juillet 1992              | Göteborg                    | Suède                       | Ullevi                             | NC                          | NC                                      |
| 8 juillet 1992              | Copenhague                  | Danemark                    | Gentofte Sportspark                | NC                          | NC                                      |
| 10 juillet 1992             | Hanovre                     | Allemagne                   | Niedersachsenstadion               | NC                          | NC                                      |
| 11 juillet 1992             | Hanovre                     | Allemagne                   | Niedersachsenstadion               | NC                          | NC                                      |
| 12 juillet 1992             | Berlin                      | Allemagne                   | Maifeld                            | NC                          | NC                                      |
| 13 juillet 1992             | Hanovre                     | Allemagne                   | Niedersachsenstadion               | NC                          | NC                                      |
| 15 juillet 1992             | Mannheim                    | Allemagne                   | Maimarktgelände                    | NC                          | NC                                      |
| 16 juillet 1992             | Vienne                      | Autriche                    | Praterstadion                      | NC                          | NC                                      |
| 17 juillet 1992             | Munich                      | Allemagne                   | Olympiastadion                     | NC                          | NC                                      |
| 19 juillet 1992             | Nice                        | France                      | Stade Charles-Ehrmann              | NC                          | NC                                      |
| 20 juillet 1992             | Montpellier                 | France                      | Espace de Grammont                 | NC                          | NC                                      |
| 22 juillet 1992             | Lisbonne                    | Portugal                    | Estádio José Alvalade              | NC                          | NC                                      |
| 26 juillet 1992             | Bâle                        | Suisse                      | St. Jakob Stadium                  | NC                          | NC                                      |
| 27 juillet 1992             | Cologne                     | Allemagne                   | Müngersdorfer Stadion              | NC                          | NC                                      |
| 28 juillet 1992             | Rotterdam                   | Pays-Bas                    | Stadion Feijenoord                 | NC                          | NC                                      |
| 29 juillet 1992             | Kiel                        | Allemagne                   | Nordmarksportfeld                  | NC                          | NC                                      |
| 31 juillet 1992             | Leeds                       | Angleterre                  | Roundhay Park                      | NC                          | NC                                      |
| 2 août 1992                 | Knebworth                   | Angleterre                  | Knebworth House                    | NC                          | NC                                      |
| Partie 3 - Royaume-Uni      |                             |                             |                                    | NC                          | NC                                      |
| 23 octobre 1992             | Southampton                 | Angleterre                  | Mayflower Theatre                  | NC                          | NC                                      |
| 28 octobre 1992             | Newcastle                   | Angleterre                  | Newcastle City Hall                | NC                          | NC                                      |
| 29 octobre 1992             | Edimbourg                   | Écosse                      | Edinburgh Playhouse                | NC                          | NC                                      |
| 30 octobre 1992             | Manchester                  | Angleterre                  | Manchester Apollo                  | NC                          | NC                                      |
| 2 novembre 1992             | Londres                     | Angleterre                  | Earls Court                        | NC                          | NC                                      |
| 3 novembre 1992             | Londres                     | Angleterre                  | Earls Court                        | NC                          | NC                                      |
| 4 novembre 1992             | Londres                     | Angleterre                  | Earls Court                        | NC                          | NC                                      |
| 6 novembre 1992             | Londres                     | Angleterre                  | Earls Court                        | NC                          | NC                                      |
| 7 novembre 1992             | Londres                     | Angleterre                  | Earls Court                        | NC                          | NC                                      |
| 8 novembre 1992             | Londres                     | Angleterre                  | Earls Court                        | NC                          | NC                                      |
| 10 novembre 1992            | Paignton                    | Angleterre                  | Torbay Leisure Centre              | NC                          | NC                                      |
| 11 novembre 1992            | Newport                     | Pays de Galles              | Newport Civic Centre               | NC                          | NC                                      |
| 13 novembre 1992            | Nottingham                  | Angleterre                  | Nottingham Royal Concert Hall      | NC                          | NC                                      |
| 15 novembre 1992            | Brighton                    | Angleterre                  | Brighton Centre                    | NC                          | NC                                      |
| 16 novembre 1992            | Londres                     | Angleterre                  | Royal Albert Hall                  | NC                          | NC                                      |
| 17 novembre 1992            | Wolverhampton               | Angleterre                  | Wolverhampton Civic Hall           | NC                          | NC                                      |
| Total                       | Total                       | Total                       | Total                              | 826 917/910 315 (91%)       | 20 380 548 (37 595 937 dollars actuels) |

## Musiciens

### Genesis
- Phil Collins – chant, batterie, percussions
- Tony Banks - claviers, chœurs
- Mike Rutherford - guitare, basse, choeurs

### Musiciens additionnels
- Daryl Stuermer - basse, guitare, choeurs
- Chester Thompson – batterie, percussions